# پنته مایورگا
پنته مایورگا (به اسپانیایی: Puente Mayorga) یک منطقهٔ مسکونی در اسپانیا است که در سن روکه (کادیس) واقع شده‌است. پنته مایورگا ۲٬۲۴۵ نفر جمعیت دارد.